# Caligo memnon
Caligo memnon – motyl występujący w Środkowej i Południowej Ameryce. Nazywany sową ze względu na charakterystyczny wzór skrzydeł przypominający sowie oczy. Wzór ten jest prawdopodobnie przykładem mimikry, gdyż może przypominać oczy niektórych drapieżników posiadających dużą źrenicę i jasną tęczówkę.
Rozpiętość skrzydeł wynosi zwykle od 115 mm do 130 mm, ale może osiągnąć 150mm.
Dorosłe żywią się sokami gnijących owoców.

## Galeria zdjęć

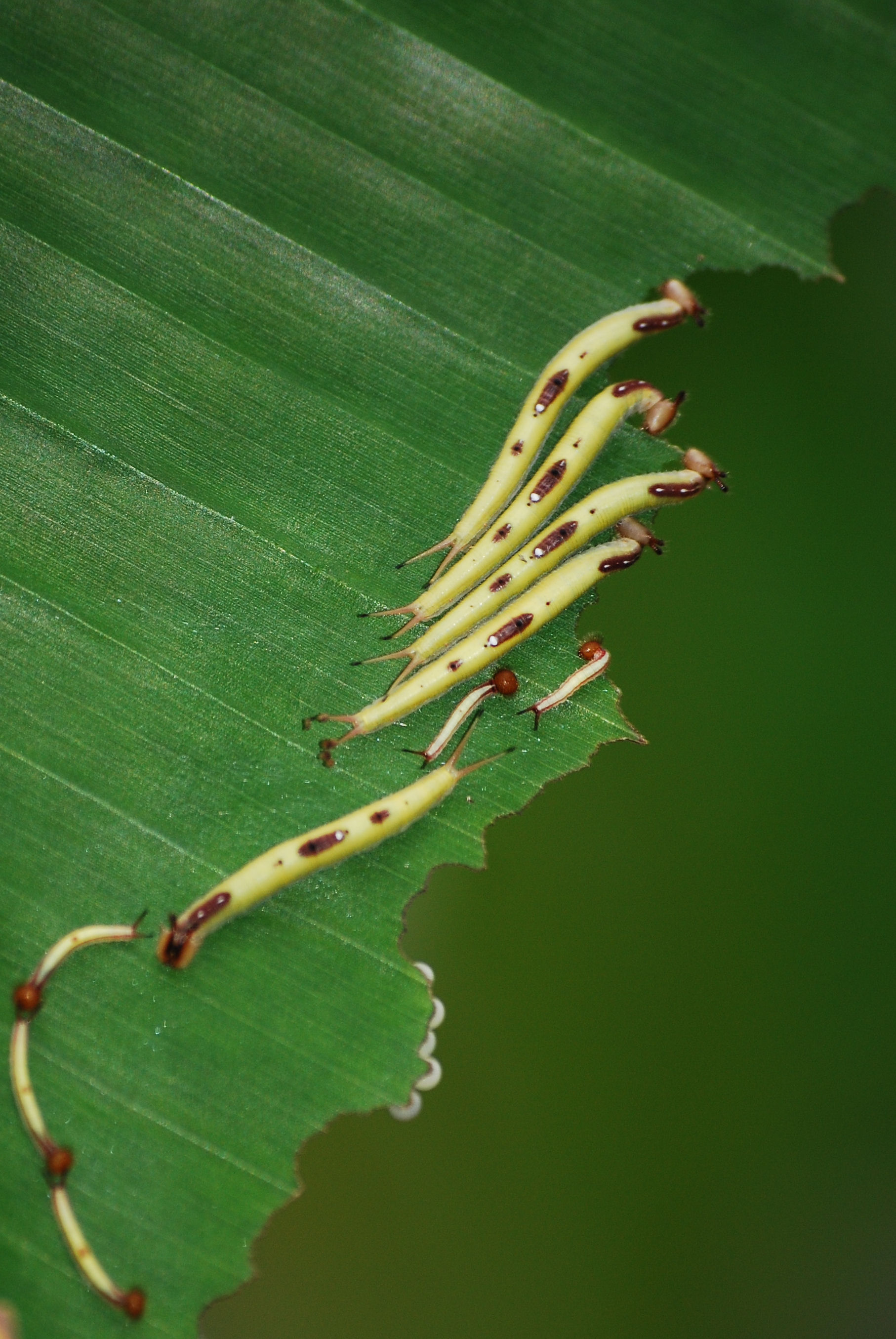
Młode gąsieniczki żerujące na liściach bananowca oraz jaja na spodniej stronie liścia
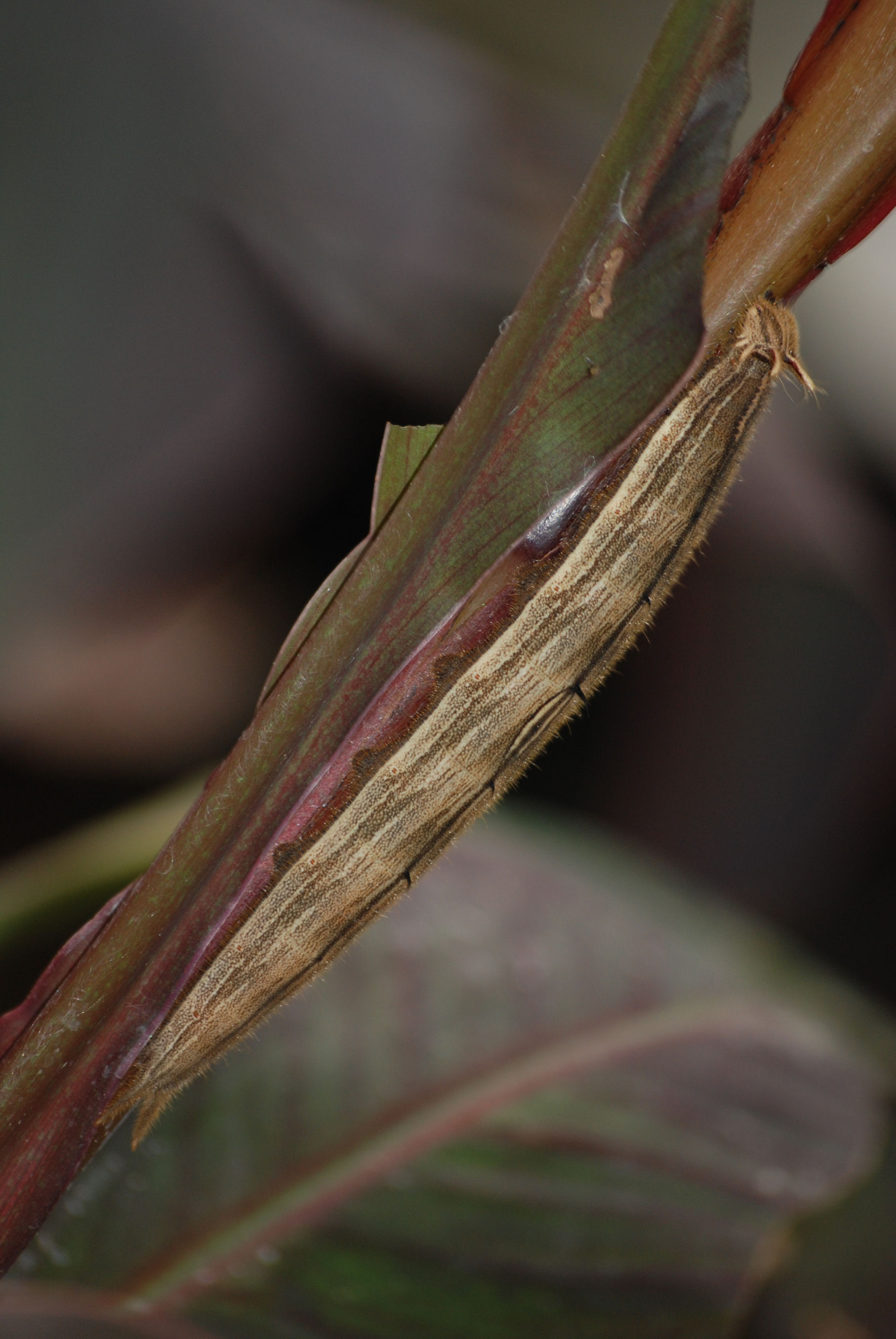
Dorosła gąsienica
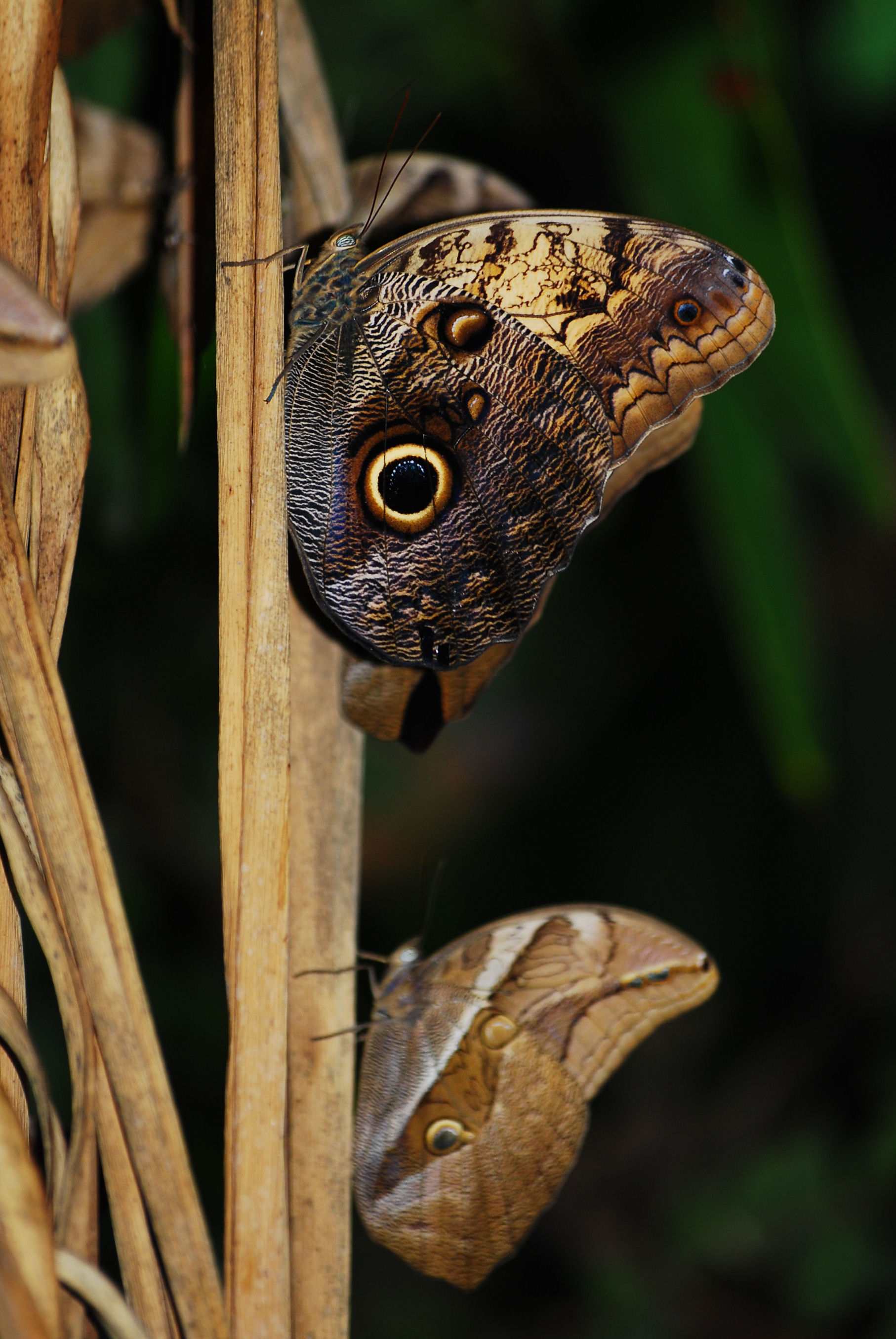
Postać dorosłego motyla
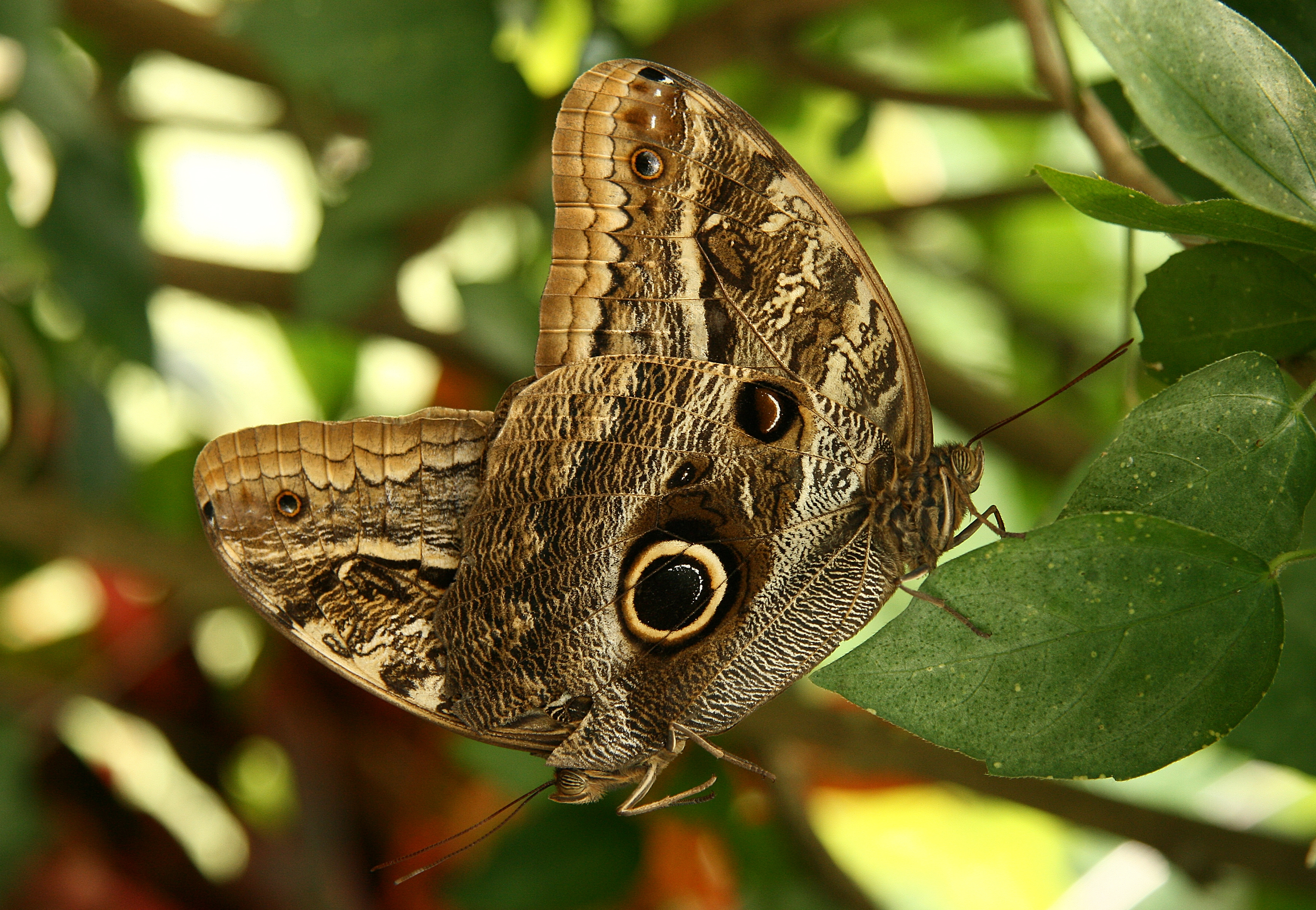
Dwa dorosłe motyle